# BMX-Rennsport-Weltmeisterschaften 1998
Die BMX-Rennsport-Weltmeisterschaften 1998 fanden vom 24. bis 26. Juli im australischen Melbourne statt. Es gab Wettkämpfe für die Kategorien Elite und Junioren im BMX-Rennen (Männer und Frauen) sowie im Cruiser (nur Männer). Parallel zu den Weltmeisterschaften liefen Wettkämpfe für die Leistungsklasse Challenge.
Die Wettkämpfe fanden im Melbourne Sports and Entertainment Centre, auch The Glasshouse genannt, statt. In der Halle war kurzfristig eine BMX-Bahn errichtet worden; es waren die ersten BMX-Weltmeisterschaften auf einer Indoor-Bahn. Aus Platzgründen wurde die Bahn so angelegt, dass sich der Parcours an zwei Stellen kreuzte und zwei der Geraden doppelt befahren wurden, was eigentlich nicht dem Reglement entsprach. Die erste Kurve war so eng, dass viele Fahrer aneinandergerieten und stürzten.

## Ergebnisse
Unten angegeben ist jeweils die Rangfolge im Finale. Die genauen Zeiten sind nicht überliefert.

### Frauen Elite
| Platz | Name               |
| ----- | ------------------ |
| 1     | Rachael Marshall   |
| 2     | Marie McGilvary    |
| 3     | Brigitte Busschers |
| 4     | Karien Gubbels     |
| 5     | Sanna Ohlsson      |
| 6     | Natarsha Williams  |
| 7     | Heidi Kempshall    |
| 8     | Michelle Cairns    |

### Männer Elite
Über die Ergebnisse im Cruiser gibt es widersprüchliche Meldungen. Verlässlich zu ermitteln ist nur die Besetzung des Podiums.
| Platz | Name              |
| ----- | ----------------- |
| 1     | Thomas Allier     |
| 2     | Andy Contes       |
| 3     | Dylan Clayton     |
| 4     | Dale Holmes       |
| 5     | Chris Jongewaard  |
| 6     | Leiv Ove Nordmark |
| 7     | Robert de Wilde   |
| 8     | Danny Nelson      |

| Platz | Name               |
| ----- | ------------------ |
| 1     | Christophe Lévêque |
| 2     | Dale Holmes        |
| 3     | Matt Hadan         |

### Juniorinnen
| Platz | Name                      |
| ----- | ------------------------- |
| 1     | Heather Bruns             |
| 2     | María Gabriela Díaz       |
| 3     | Jill Kintner              |
| 4     | Ana Flavia Ribeiro Sgobin |
| 5     | Tanya Bailey              |
| 6     | Mélanie Desrochers        |
| 7     | Caroline de Bruijn        |
| 8     | Alexandra Cornelius       |

### Junioren
| Platz | Name             |
| ----- | ---------------- |
| 1     | Brandon Meadows  |
| 2     | Mickael Deldycke |
| 3     | Luke Madill      |
| 4     | Jamie Gray       |
| 5     | Brant Moisel     |
| 6     | Daniel Jorge     |
| 7     | Sven Nef         |
| 8     | Steve Larralde   |

| Platz | Name                    |
| ----- | ----------------------- |
| 1     | Warwick Stevenson       |
| 2     | Luke Madill             |
| 3     | Michal Prokop           |
| 4     | Daniel Roura            |
| 5     | Chad Hernaez            |
| 6     | Jérôme Pepin            |
| 7     | Teemu Danielsson        |
| 8     | Thierry Vandenkerckhove |

## Medaillenspiegel
| Platz  | Land               | Gold | Silber | Bronze | Gesamt |
| ------ | ------------------ | ---- | ------ | ------ | ------ |
| 1      | Vereinigte Staaten | 2    | 2      | 2      | 6      |
| 2      | Australien         | 2    | 1      | 1      | 4      |
| 3      | Frankreich         | 2    | 1      | 0      | 3      |
| 4      | Großbritannien     | 0    | 1      | 1      | 2      |
| 5      | Argentinien        | 0    | 1      | 0      | 1      |
| 6      | Niederlande        | 0    | 0      | 1      | 1      |
| 6      | Tschechien         | 0    | 0      | 1      | 1      |
| Gesamt | Gesamt             | 6    | 6      | 6      | 18     |